# Фьярдабиггд
Фьярдабиггд (исл. Fjarðabyggð, исландское произношение: [ˈfjarðaːˌpɪɣð]) — община на востоке Исландии в регионе Эйстюрланд. В 2021 году в общине на 1164 км² проживало 5079  человек.

## История
Нынешняя община Фьярдабиггд возникла в ходе длительного процесса объединения общин на Эйстфирдир в рамках государственной программы укрупнения муниципальных образований в Исландии. Начало этому процессу было положено 7 июня 1998 года, когда сельская община Рейдарфьярдархреппюр и две городские общины Эскифьярдаркёйпстадюр и Нескёйпстадюр объединились в общину Фьярдабиггд. Затем 9 июня 2006 года в состав Фьярдабиггд вошли общины Эйстюрбиггд, Фаускрудсфьярдархреппюр и Мьоуифьярдархреппюр. С тех пор границы Вестюрбиггд не менялись, хотя община периодически пытается уговорить соседний Таулькнафьярдархреппюр объединиться. Завершился процесс объединения в июне 2018 года, когда к последняя свободная община Брейдадальсхреппюр присоединилась к Фьярдабиггд, который после этого стал крупнейшей общиной Восточной Исландии.
В местечке Фаускрудсфьордюр с 1880 по 1920 год существовала французская рыболовецкая колония, где жили рыбаки преимущественно из Бретани и Пикардии. Об этом времени напоминает построенная французами больница, а также музей и дорожные обозначения на двух языках — исландском и французском.

## География
Община Фьярдабиггд находится в регионе Эйстюрланд на крайнем востоке Исландии. Расстояние от Фьярдабиггд до столицы страны Рейкьявика составляет около 700 километров.
Земли общины расположены на берегах фьордов природно-географического региона Эйстфирдир и со всех сторон окружены землями общины Мулатинг. Естественной границей между этими двумя общинами служат многочисленные горные цепи и хребты.
В Фьярдабиггд есть несколько населённых пунктов — селения Нескёйпстадюр, Эскифьордюр, Фаускрудсфьордюр, Стёдварфьордюр, Мьоуифьордюр и Рейдарфьордюр, который является административным центром общины.
Община является преимущественно сельской и основное занятие жителей — овцеводство, рыболовство и рыборазведение (выращивание лосося и гольца в садках).

## Инфраструктура
По территории общины проходит 180-километровый участок дороги государственного значения Хрингвегюр 1 и три дороги регионального значения — Нордфьярдарвегюр 92, Скриддальсвегюр 95 и Брейддальсвикюрвегюр 97. Есть несколько дорог местного значения:  Тоурдальсхейдарвегюр 936, Эскифьярдарвегюр 950, Хауневсстадавегюр 952, Мьоуафьярдарвегюр 953, 	Хельгюстадавегюр 954, Ваттарнесвегюр 955, Вёдлавикюрвегюр 958, Нордюрдальсвегюр 962, Брейддальсвегюр 964 и Сюдюрбиггдарвегюр 966. Также есть одна высокогорная дорога местного значения — Видфьярдарвегюр F959, открытая для движения в летний период и только для транспортных средств повышенной проходимости.
Имеется три небольших аэродрома — в Фаускрудсфьордюр, Брейддальсвик и Нескёпстадюр, откуда иногда осуществляются медицинские или экстренные рейсы в Рейкьявик или Эйильсстадир.
Есть семь портов — в Брейддальсвик, Стёдварфьордюре, Фаускрудсфьордюре, Рейдарфьордюре, Эскифьордюре, Нескёйпстадюре и Мьоуафьордюре. Кроме того, есть частная гавань в Мьоуейри. Порты в Фьярдабиггд предоставляют все общие портовые услуги для рыболовных судов и небольших яхт.

## Население
Источник: Mannfjöldi eftir kyni, aldri og sveitarfélögum 1998-2021 (исл.). hagstofa.is. Reykjavík: Hagstofa Íslands [Статистическая служба Исландии]. Дата обращения: 22 ноября 2021.

## Города-побратимы
Населенные пункты Фьярдабиггд имеют побратимов:
- Эсбьерг
- Ставангер
- община Вагар
- Эскильстуна
- Йювяскюля
- Гравлин
- Кекката

## Галерея

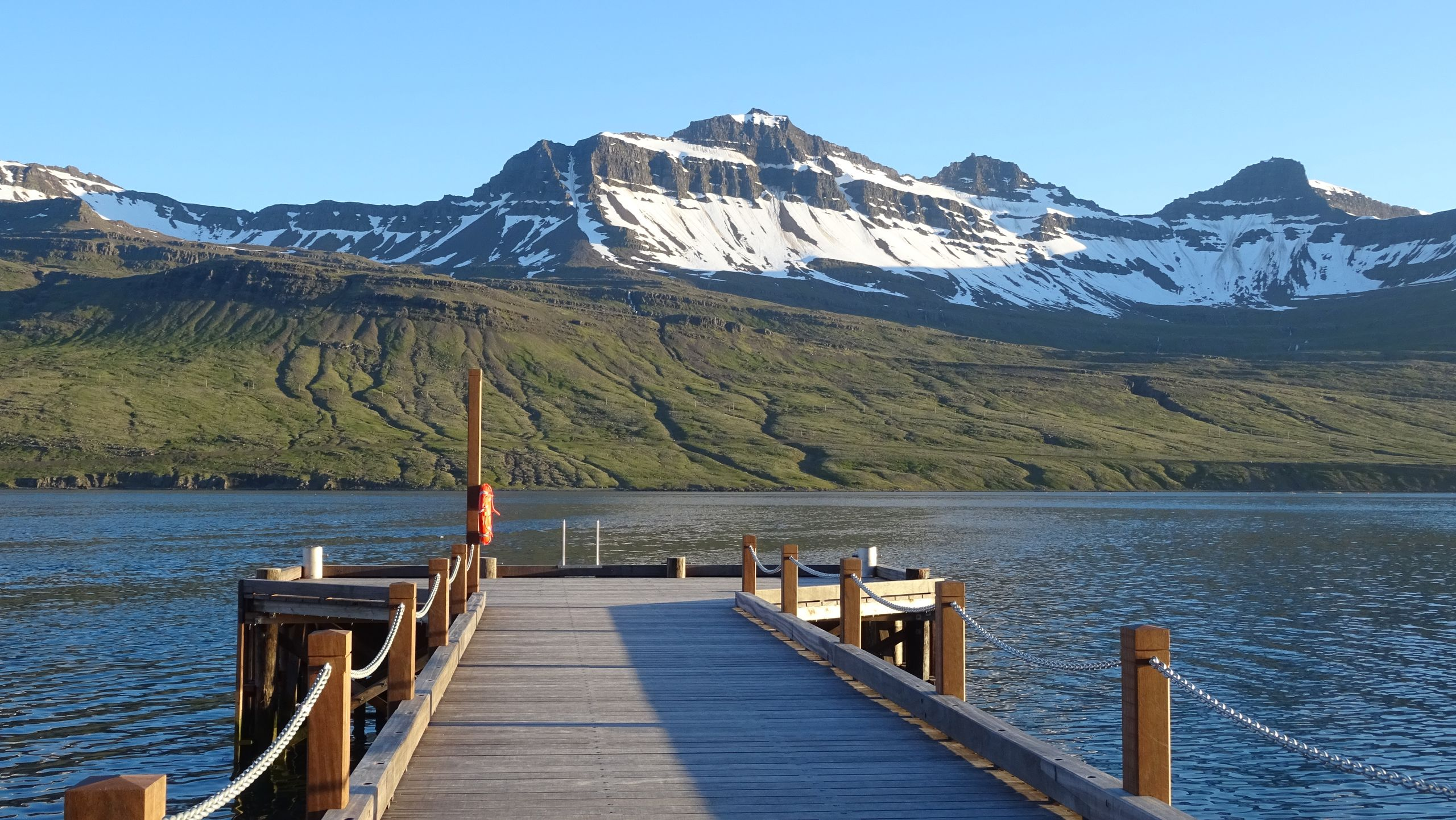
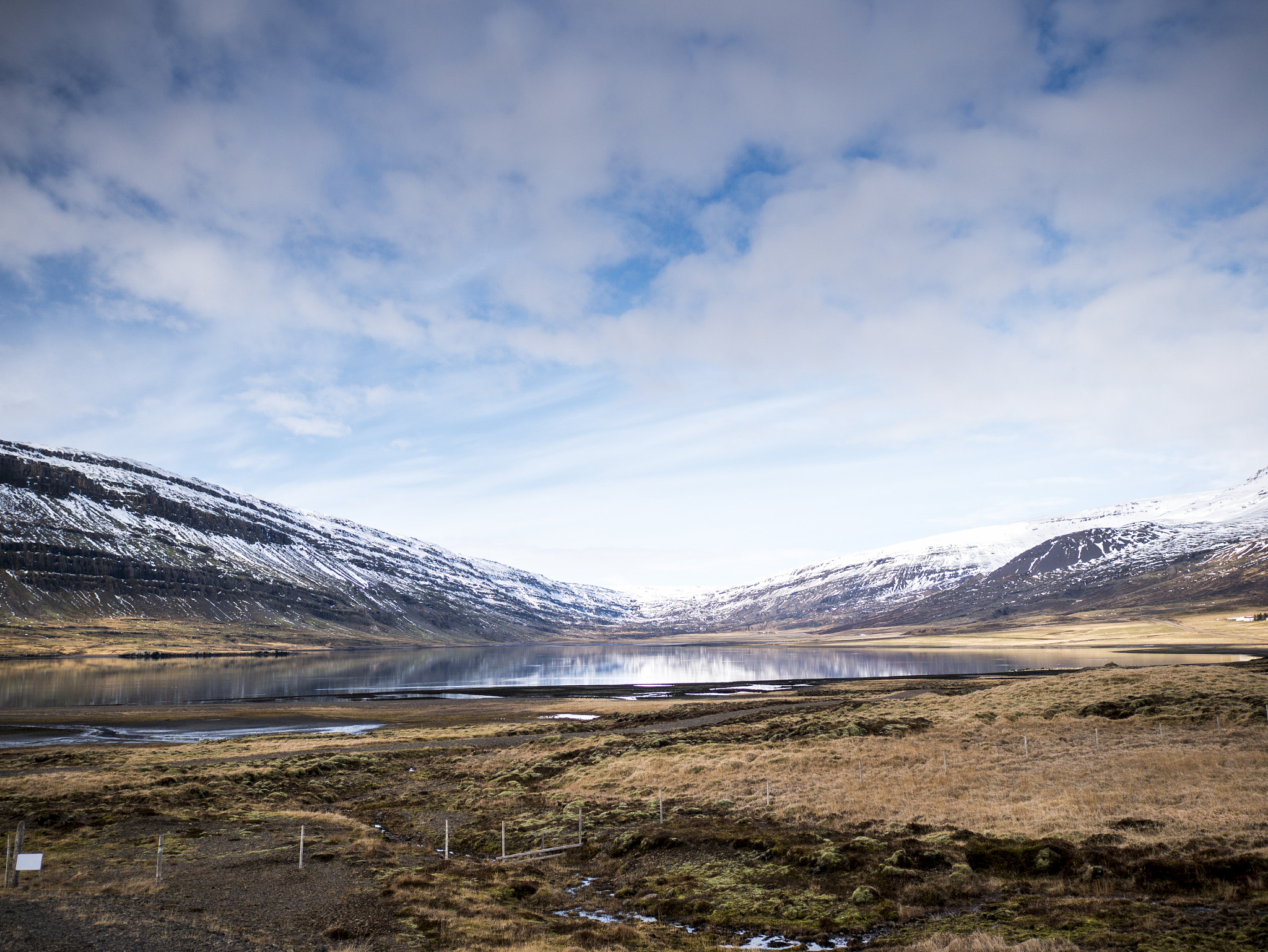
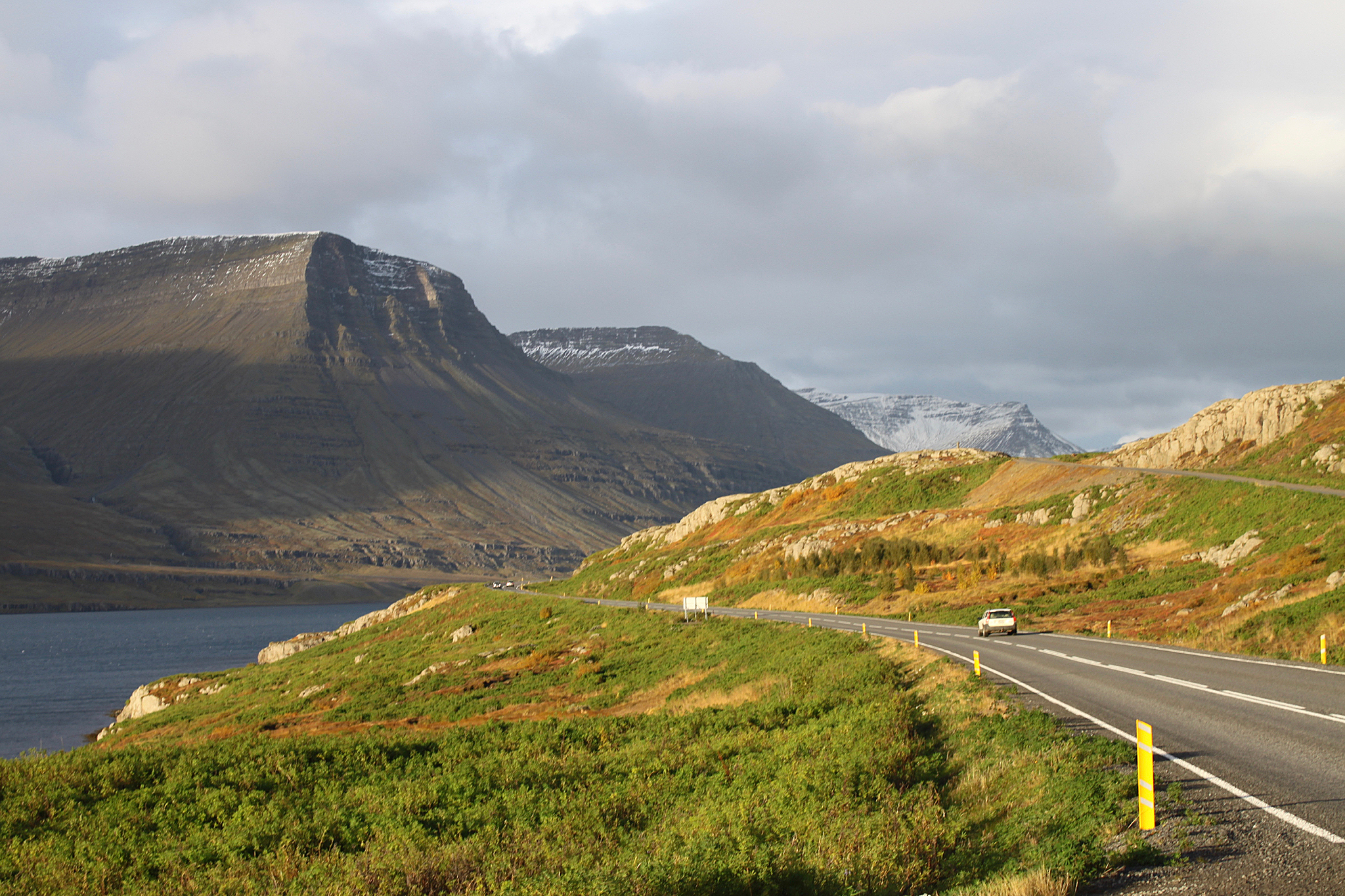
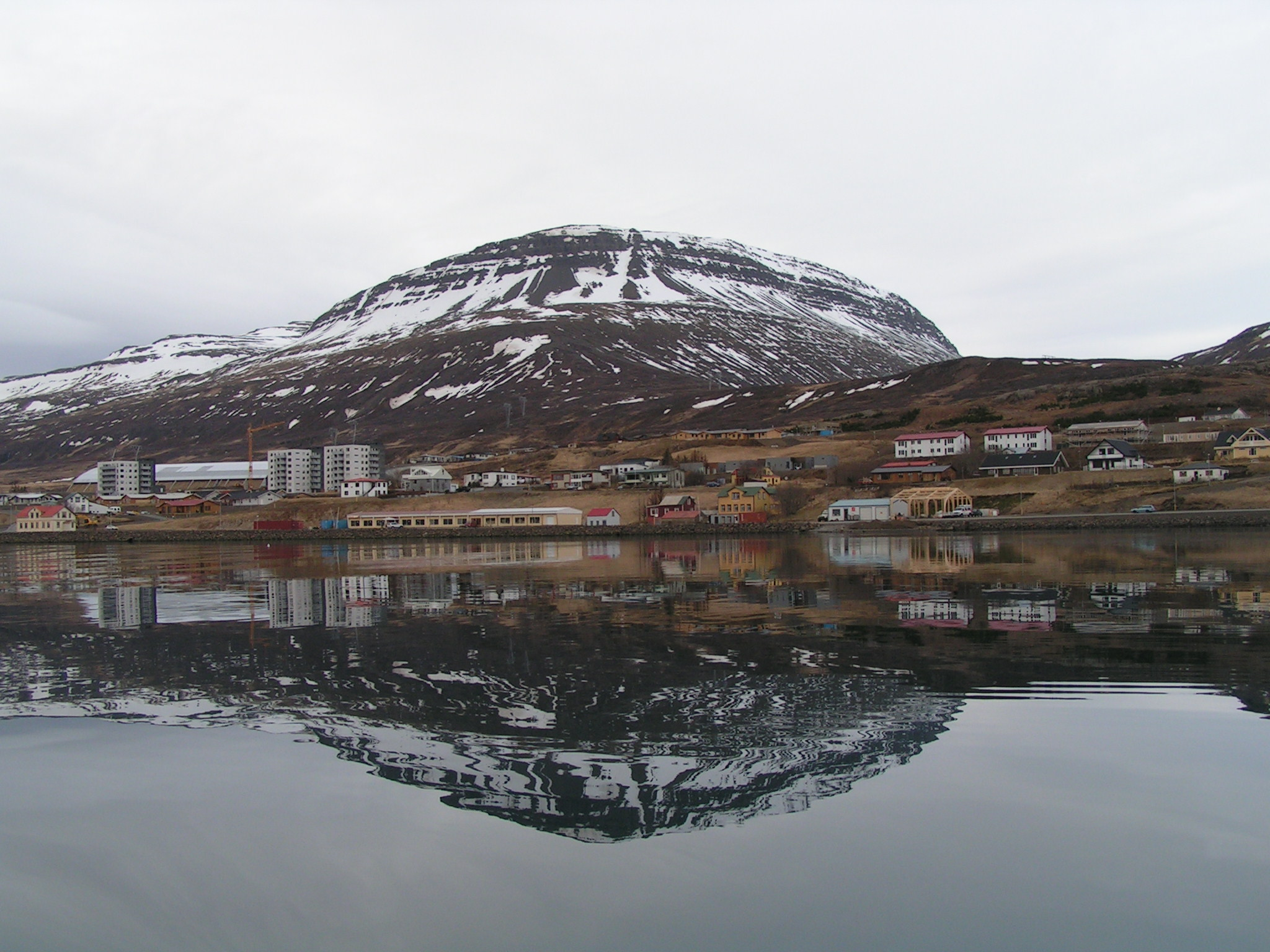
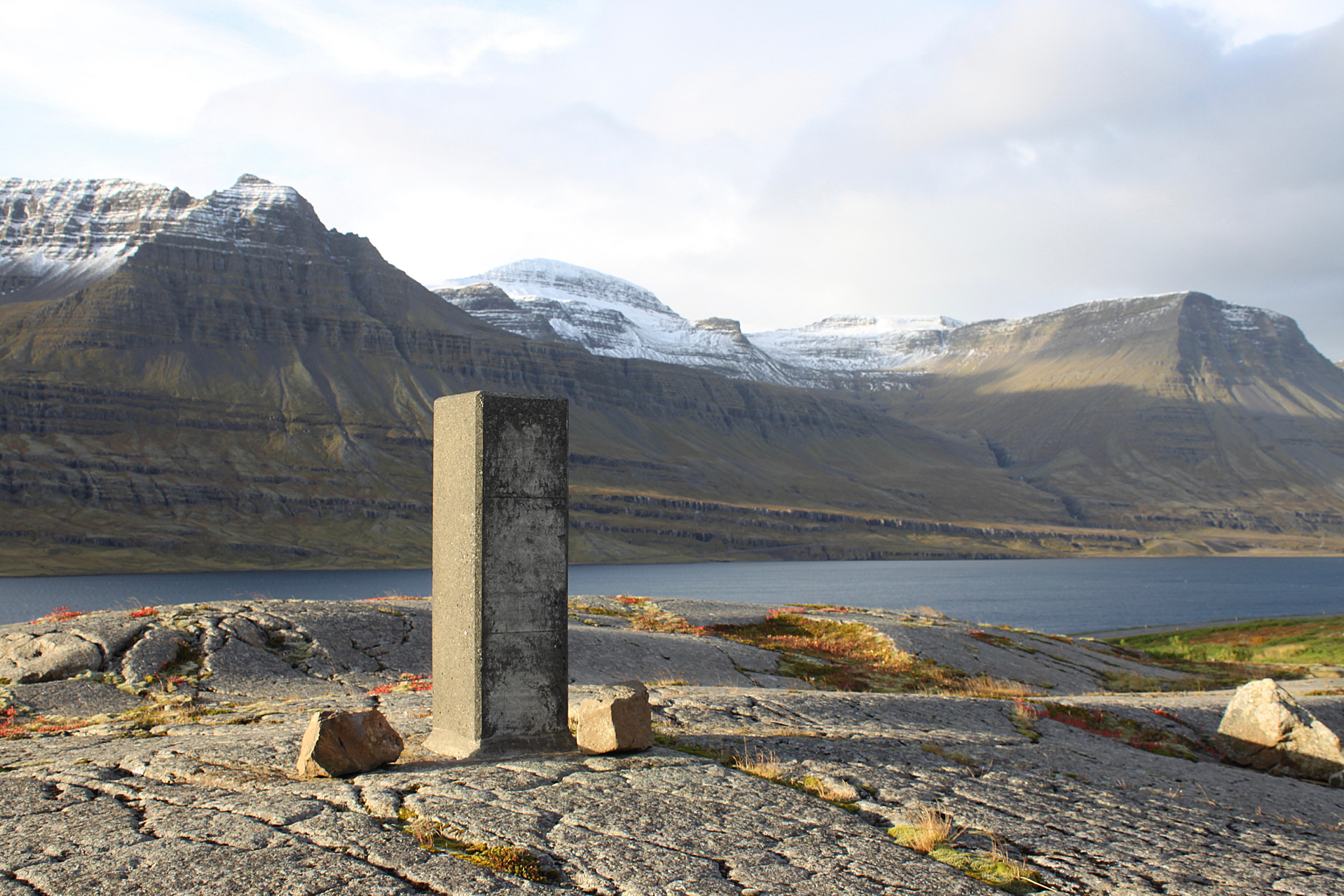